# Кущ Анатолій Васильович
Кущ Анато́лій Васи́льович (нар. 30 листопада 1945, Київ) — український скульптор, член Національної спілки художників України, дійсний член (академік) Національної академії мистецтв України (з 2004 року). Заслужений художник України з 1979 року, народний художник України з 1996 року.

## Біографія
Народився у Києві.
У 1972 році закінчив Київський державний художній інститут.
1972—1973 — викладач Київського державного художнього інституту.
1973—1977 — навчався в аспірантурі Академії мистецтв СРСР.
З 1977 року на творчій роботі. Працює в жанрі станкової та монументальної скульптури.
Батько художниці Христини Катракіс.

## Творчий доробок
У творчому доробку А. В. Куща — десятки пам'ятників і монументально-декоративних композицій.
- Цикл пам'ятників «Шляхи Тараса» (Черкащина);
- «Полеглим козакам» (Пляшева)
- «Жертвам голодомору в Україні 1933 року» (Чикаго, США);
- Богдану Хмельницькому (Рокфорд, США);
- Тарасу Шевченку в Бурштині (Івано-Франківщина, архітектор Олег Стукалов);
- м. Слуцьку (Білорусь);
- м. Варшаві (Польща);
- «Засновникам Київської Русі» (Київ, архітектори Олександр Комаровський, Руслан Кухаренко, Олег Стукалов);
- оформлення станції метро «Театральна» у Києві;
- Монумент Незалежності України (Київ, архітектори Сергій Бабушкін, Олександр Комаровський, Руслан Кухаренко, Олег Стукалов).
- Архангел Михаїл на Майдані Незалежності (Київ);
- «Пилипу Орлику» (Київ, архітектор Олег Стукалов).

та інші.
На виставці «Золото скіфських царів» (2009—2010, найбільша в світі колекція скіфського золота), організованій мережею художніх галерей «Раритет-Арт» (директор Олег Торгало), демонструвалися серії скульптур дохристиянських богів «Коло Свароже» роботи Анатолія Куща.

## Зображення

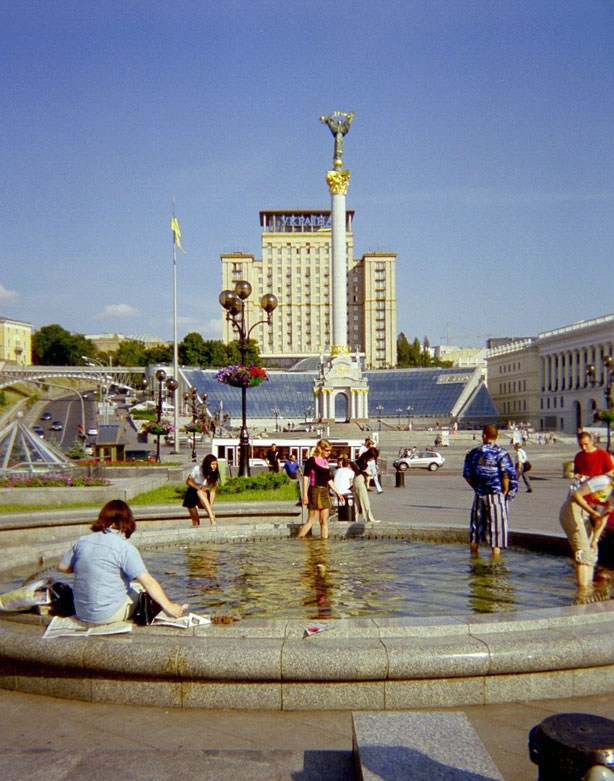
Монумент Незалежності України у Києві
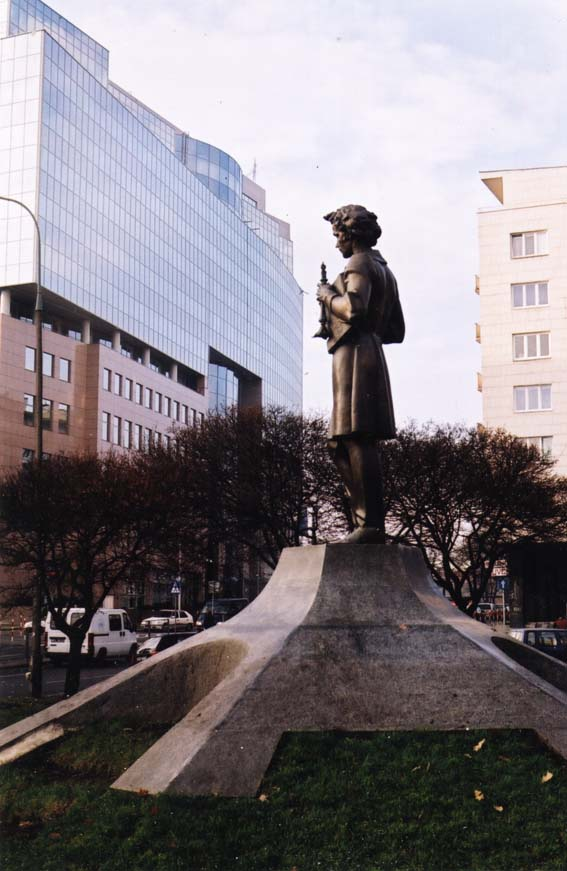
Пам'ятник Тарасу Шевченку у Варшаві
Скульптурна композиція на честь легендарних засновників Києва
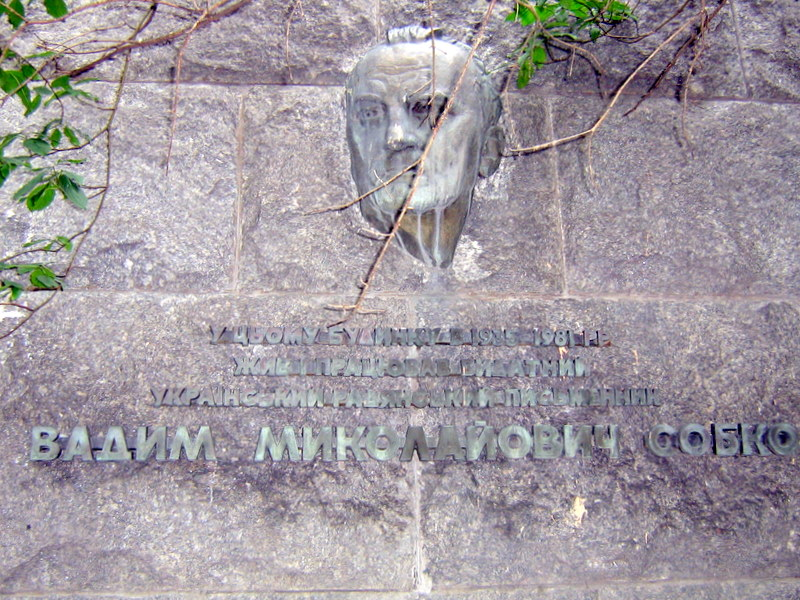
Меморіальна таблиця на будинку Роліт на честь Вадима Собка
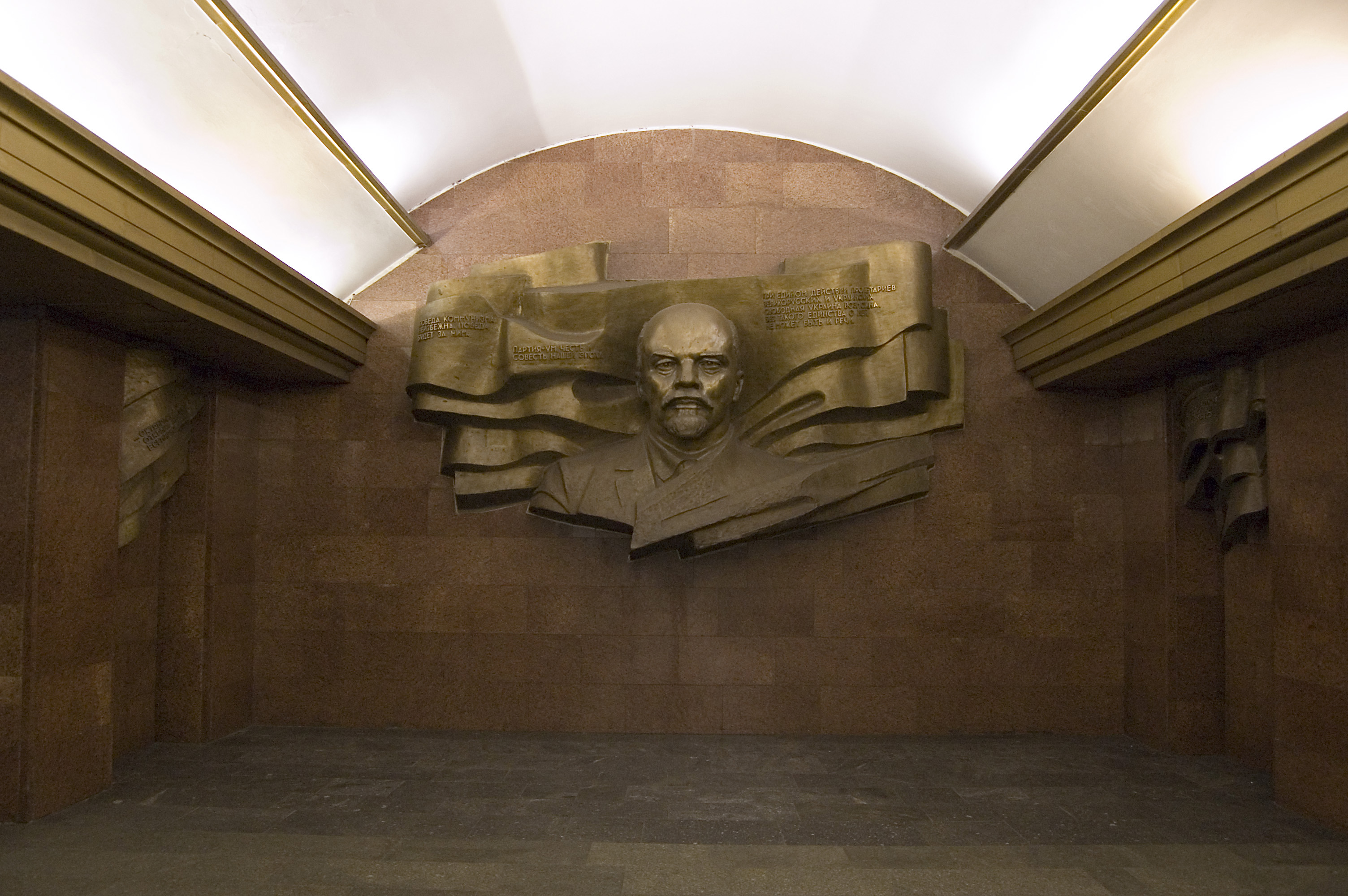
Погруддя В. І. Леніна на станції метро «Театральна»
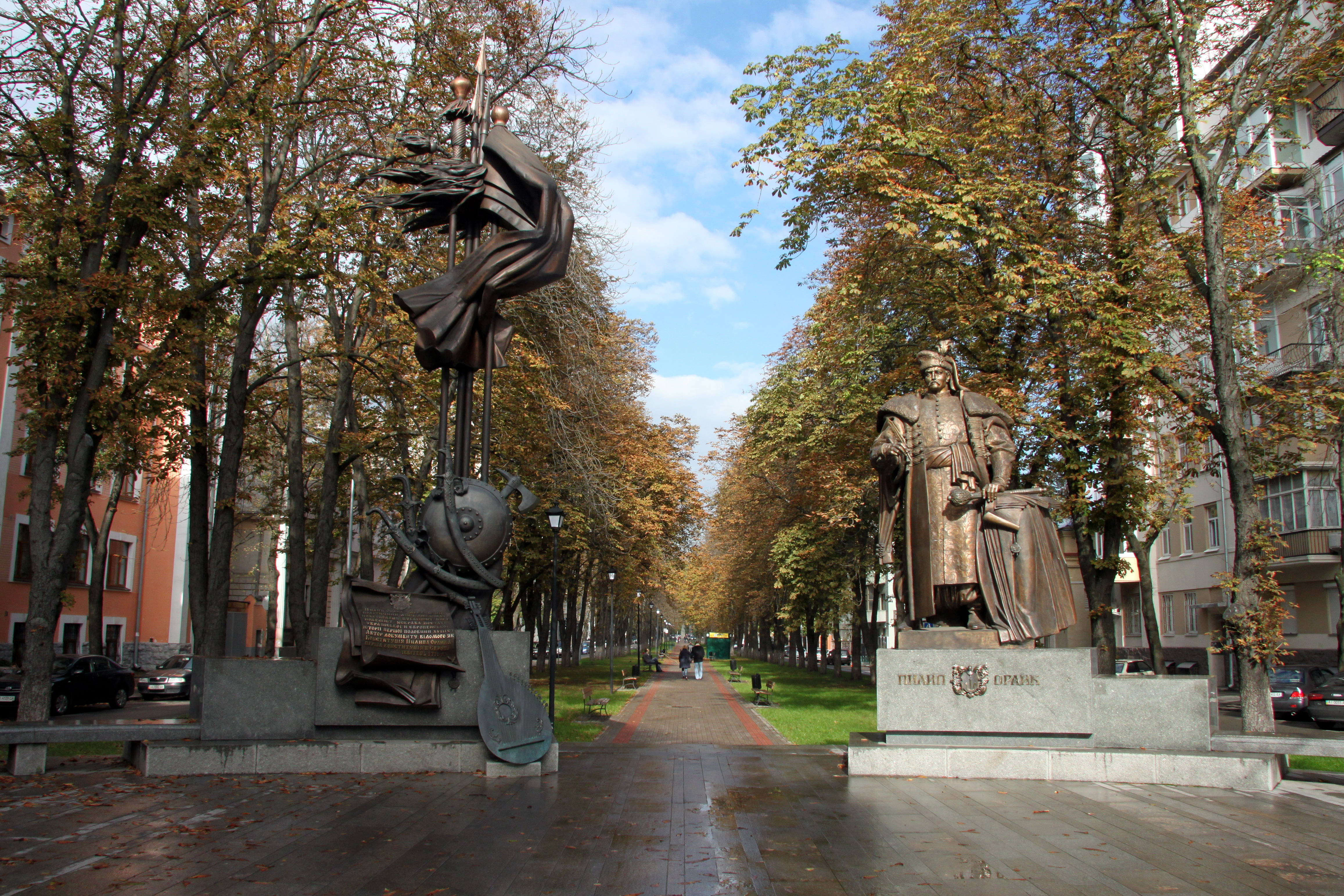
Пам'ятник Пилипу Орлику